# Rune Lindblad
Rune Lindblad, född 12 maj 1923 i Göteborg, död 5 maj 1991 i Göteborgs Domkyrkoförsamling, var en svensk kompositör, musiker, kemiingenjör, målare och grafiker, verksam mestadels i Göteborg. Han var en av de första att experimentera inom elektronisk musik i Sverige[källa behövs]. 
Som ung studerade han till bildkonstnär men utbildade sig också till kemiingenjör. År 1953 gjorde han sin första elektroakustiska komposition, Party, ett konkret stycke som räknas som det första helt elektroakustiska verket skapat i Sverige. Under denna period pågick det en estetisk debatt bland elektronmusikkompositörer i Köln och Paris huruvida man skulle skapa musik med hjälp av tongeneratorer eller konkret musik med bandslingor. Men Lindblad brydde sig aldrig om denna estetiska uppdelning utan komponerade utifrån båda perspektiv.
Den 14 februari 1957 genomförde Lindblad, Sven-Eric Johanson och Bruno Epstein en konsert i Folkets hus i Göteborg, vilken inte bara var hans första offentliga spelning utan även den absolut första konserten med konkret och elektronisk musik i Göteborg. Många i publiken ska ha uppfattat konserten som skandalös och konserten sågades dagen efter av kritikerna. Samma år släppte han också sin första skiva, vilket var en ensidig EP.
Nästa skiva, med namnet Predestination, dröjde fram till 1975 och innehåller fem kompositioner inspelade mellan 1968 och 1974. 
Under en treårsperiod experimenterade han även med optik och ljud och producerade fem ljudstycken, bland annat Optica 1 och Optia 2 som lagrades på över 1800 meter film. Några av dessa verk tillsammans med ett antal andra gavs sedan ut av skivbolaget Radium 1988 på en dubbel-Lp. 
Som bildkonstnär var han främst verksam som grafiker och målare men skapade också en mängd collage.
Från 1953 och fram till sin död komponerade han över 200 ljudverk, de flesta i Göteborg, men även på EMS i Stockholm. Som lärare på Göteborgs universitet hade han studenter som Rolf Enström, Åke Parmerud och Ulf Bilting.
Rune Lindblad är begravd på Örgryte nya kyrkogård.